# Districtul Turčianske Teplice

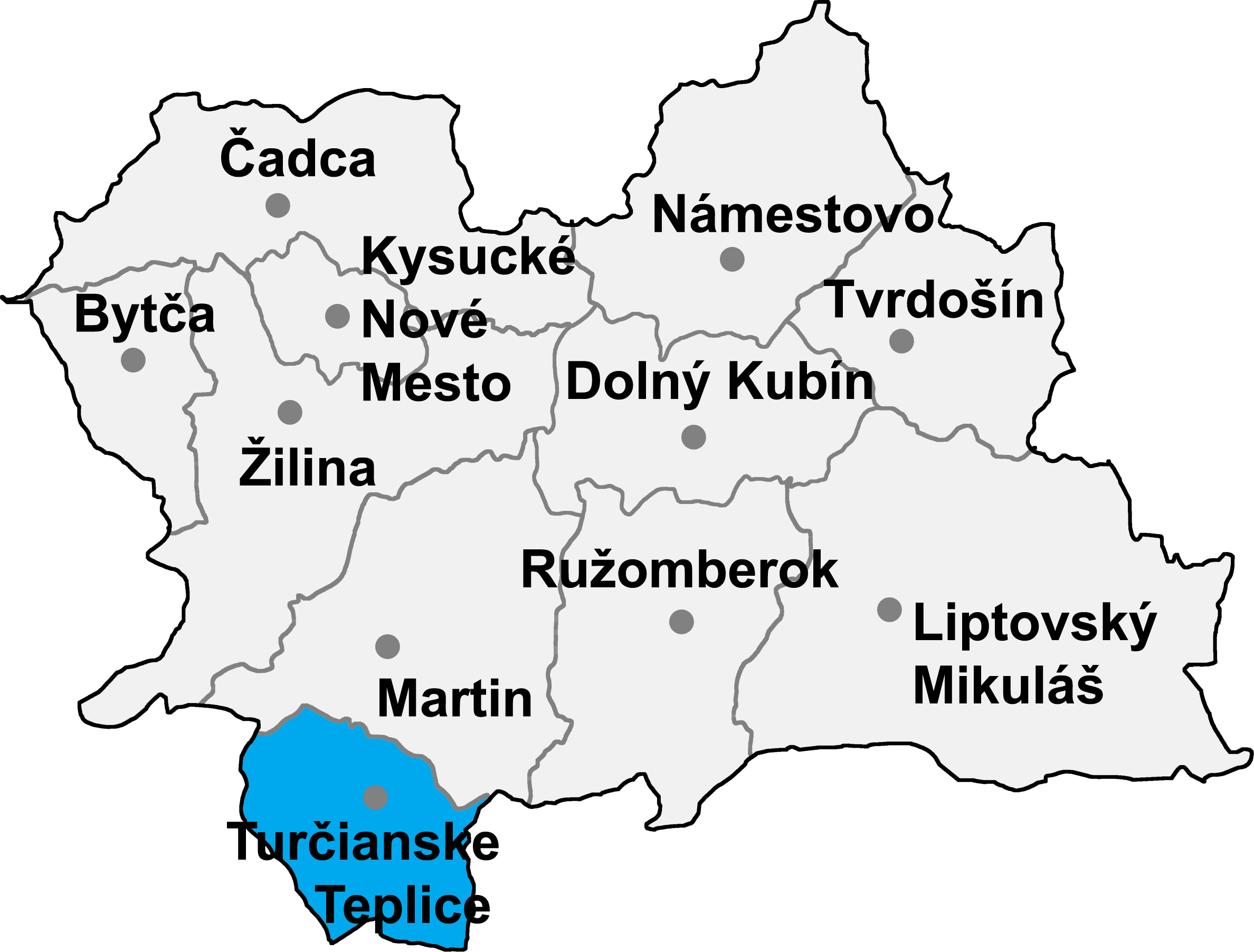
Districtul Turčianske Teplice

Districtul Turčianske Teplice (okres Turčianske Teplice) este un district în Slovacia centrală, în Regiunea Žilina. 

## Demografie
| An:                | 1994   | 2004   | 2014   | 2024   |
| ------------------ | ------ | ------ | ------ | ------ |
| Număr de persoane: | 16.951 | 16.710 | 16.204 | 15.646 |
| Diferență:         |        | −1,42% | −3,02% | −3,44% |

| An:                | 2023   | 2024   |
| ------------------ | ------ | ------ |
| Număr de persoane: | 15.753 | 15.646 |
| Diferență:         |        | −0,67% |

## Comune
- Abramová
- Blažovce
- Bodorová
- Borcová
- Brieštie
- Budiš
- Čremošné
- Dubové
- Háj
- Horná Štubňa
- Ivančiná
- Jasenovo
- Jazernica
- Kaľamenová
- Liešno
- Malý Čepčín
- Moškovec
- Mošovce
- Ondrašová
- Rakša
- Rudno
- Sklené
- Slovenské Pravno
- Turček
- Turčianske Teplice
- Veľký Čepčín